# Coura Kanouté
Coura Kanouté (født 17. juli 2003 i Aulnay-sous-Bois, Frankrig) er en kvindelig fransk håndboldspiller, der spiller for franske Paris 92 i LFH Division 1 Féminine og Frankrigs kvindehåndboldlandshold, som playmaker.
Hun blev udtaget til landstræner Olivier Krumbholz' bruttotrup ved EM i kvindehåndbold 2022 i Nordmakedonien/Slovenien/Montenegro, men var altså ikke med i den endelige EM-trup.